# ناباري
ناباراي، هي ملكة نوبية كوشية أو زوجة ملك عاشت في عهد الأسرة الخامسة والعشرين في مصر، وهي زوجة الملك تاهرقا.

## عائلتها
الملكة ناباراي هي ابنة الملك بيعنخي وأخت زوجة الملك تاهرقا.

## ألقابها
- عظيمة العطاء.
- عظيمة الثناء.
- حلوة الحب.
- زوجة الملك (العظمى؟).
- سيدة الأرضين.
- أخت الملك.[2]

## مقبرتها
اسم الملكة ناباراي معروف بشكل أساسي من مقبرتها في جبانة الكورو (Ku.3)، ففي هرمها - الذي وجد مهشماً- تم العثور على طاولة قرابين من المرمر (موجودة الآن في متحف الخرطوم، تحت رقم 191).